# Al-Mundhir I
al-Mundhir I o Alamundaro (arabo: al-Mundhir ibn Nuʿmān ibn Imruʾ al-Qays; latino: Alamundarus; fl. 418-462) è stato un sovrano dei Lakhmidi.
Figlio di Nuʿmān I, succedette al padre e regnò sugli Arabi di al-Hira per 44 anni. Nel 421 si schierò con i Sasanidi contro i romani d'Oriente, inviando un contingente per aiutare le truppe di Bahram V (Vararane), ma le sue truppe furono colpite dal panico e gran parte morì affogata attraversando un fiume.